# Ölbäck (naturreservat)
Ölbäcks naturreservat ligger i Endre socken på Gotland. Delar av naturreservatets sandåsar och öppna alvarmarker ingår i EU:s nätverk Natura 2000.
Vid Ölbäck fanns tidigare krog för resande mellan Endre och Visby, och i närheten av bytomten växter förvildade trädgårdsarter som surkörsbär, plommon, vitoxel, hundrova, syren, grenigt kungsljus, strandveronika, banklint, mattram och pärlhyacint. Intill vägen finns även några exemplar av lejongap taggsallat och kanadabinka. 
På grusåsen som går söderut från landsvägen växer en av reservatets stora rariteter, timjansnyltroten. Bland grusåsens övriga arter märks luddvedel, svartoxbär, backfingerört, grå småfingerört, vippärt, backvicker, klipplin, blåmunkar, spenslig ullört och sandsvingel, samt några exemplar av klippoxel. På reservatets hällmarker finns den ovanliga hylsnejlikan och där en lada tidigare stått växer grenigt kungsljus. Övriga arter i är gotlandssolvända, knutnarv och fjällgröe. I hällsprickorna växer träjon, murgröna och brakved.
På alvrmarkerna norr om landsvägen har även gråfingerört setts. Här finns gott om blodnäva, fältvädd och grusslok. Även duvnäva förekommer, liksom vitoxel, balkanoxel och klippoxel. Norr om Milstenen i reservatet väcker flockarun på en låg sandhöjd. Även äkta pimpinell och förvildad sparris, och även gotländsk haverrot har påträffats här. I närheten förekommer även stor och kantig fetknopp och norr om dessa knutnarv, stenmalört och hällklofibbla, alvarglim och några ruggar av den starkt hotade kalknarven. Även kulturväxter som rödmire, mjukdån och småsporre trivs här. Här förekommer även den blåvingade gräshoppan rikligt.

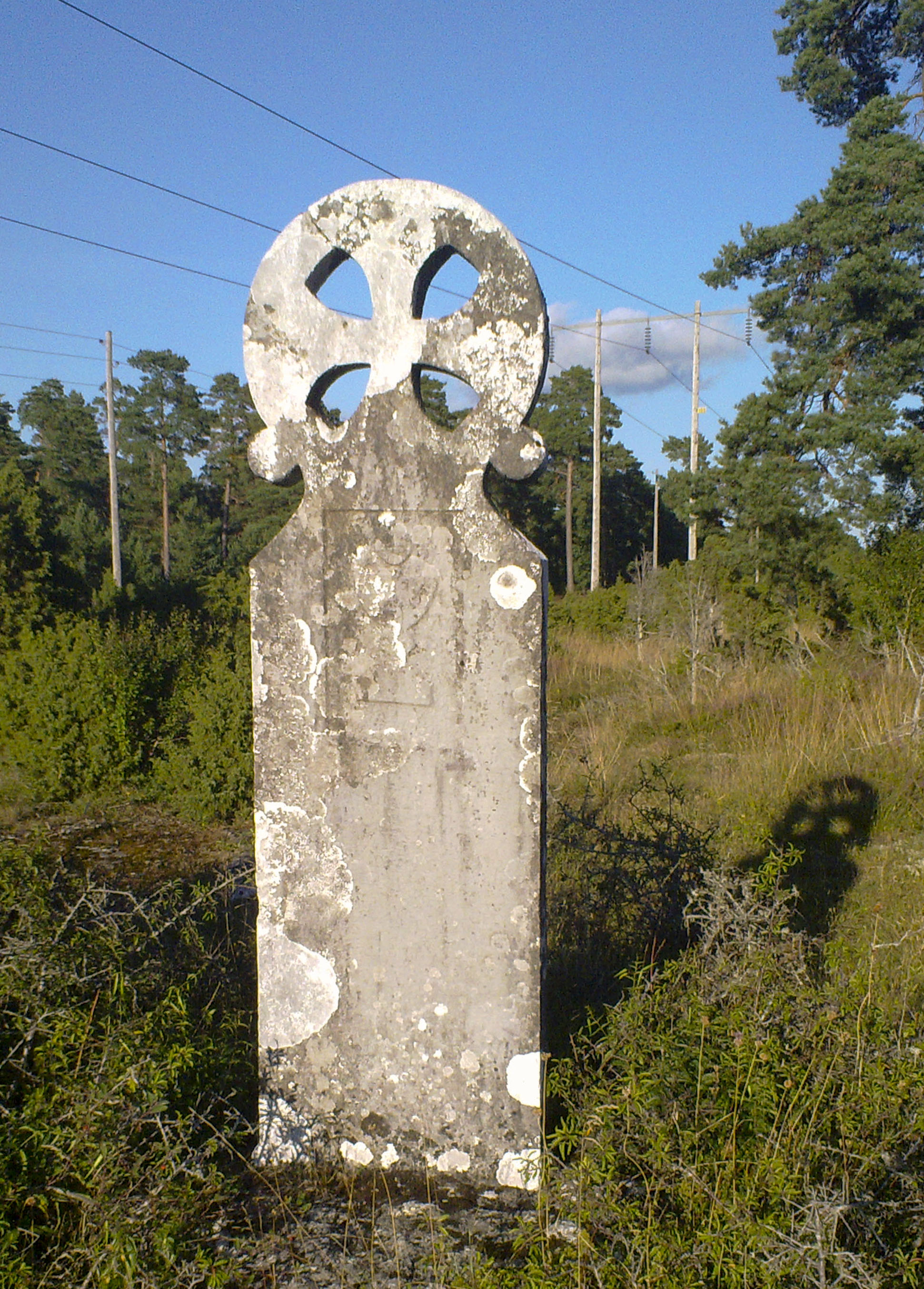
Stenkors, rest till minne av herr Jörgen i Endre, som skall ha omkommit på platsen 1336.

I områdets nordöstra område på alvarmarken finns ett område med vätar kantade av sandlager. Här dominerar rödven, i övrigt förekommer knutnarv, åkermynta, stenmalört, rödklint, höstfibbla, alvargräslök och fjällgröe. En ovanlig art som förekommer i enstaka exemplar här är blåfibbla, och lökgamander förekommer i några av de djupare vätarna. Närmare vägen växer vårtåtel och flockarun, harklöver och blåmunkar. 
I övriga delar av reservatet finns även nipsippa och blåtåg. Dessutom har Ölbäck en rik kryptogamflora. Bland sällsyntare arter märks laven Heppia (Heppia lutosa) och svamparna sträv jordstjärna och svartnande fingersvamp.
Längs den gamla vägen mellan Endre och Visby, som gick på något högre marker än nuvarande väg står ett medeltida stenkors, ett så kallat konsekrationskors, rest över kyrkoherden herr Jörgen i Endre, som skall ha omkommit här 1336.

## Fotnoter
1. 1 2 3 4 5  Skyddade områden, naturreservat, 18 december 2015, läs onlineläs online, läst: 20 januari 2017.[källa från Wikidata]
2. ↑  Skyddade områden, naturreservat, 25 februari 2020, läs onlineläs online, läst: 25 februari 2020.[källa från Wikidata]
3. ↑  ”Ölbäck / Märklig minnessten”. Arkiverad från originalet. https://web.archive.org/web/20190512200816/https://www.lansstyrelsen.se/gotland/besok-och-upptack/naturreservat/olback.html. Läst 12 maj 2019.
4. ↑  34:1, Riksantikvarieämbetet.